# 傅玉良
傅玉良（1382年—？），字玉良，江西臨江府新喻縣安和鄉二十五都人，明朝政治人物。進士出身。

## 生平
江西鄉試一百三十四名。永樂十年（1412年）壬辰科會試五十五名，殿試登進士第三甲第五十二名。

## 家族
曾祖傅昭然。祖父傅賢佐。父亲傅孟素。